# NGC 5606
NGC 5606 (również OCL 922 lub ESO 134-SC3) – gromada otwarta znajdująca się w gwiazdozbiorze Centaura. Odkrył ją James Dunlop 8 maja 1826 roku. Jest położona w odległości ok. 5,9 tys. lat świetlnych od Słońca.